# Бимбалов, Крали
Крали Пейчев Бимбалов (болг. Крали Пейчев Бимбалов, 1 ноября 1934, Факия (село), Бургасская область — 1988) — болгарский борец, призёр Олимпийских игр.
Родился в 1934 году в селе Факия общины Средец Бургасской области. В 1960 году на Олимпийских играх в Риме завоевал серебряную медаль по правилам греко-римской борьбы, и получил в Болгарии третье место в номинации «Спортсмен года». В 1962 году на чемпионате мира завоевал серебряную медаль по правилам греко-римской борьбы.
В 2000 году посмертно удостоен звания почётного гражданина Бургаса.